# ماريو أرتور
ماريو أرتور (1969 بالبرتغال - ) هو لاعب كرة قدم موزمبيقي في مركز الوسط، شارك في كأس الأمم الأفريقية 1998. وشارك مع منتخب موزمبيق لكرة القدم. أما مع النوادي، فقد لعب مع موريرينسي ونادي أولهانينسي ويو دي ليريا وكامبومايورنسي ‏.

## وصلات خارجية
- ماريو أرتور على موقع قاعدة بيانات كرة القدم.إي يو (الإنجليزية)
- ماريو أرتور على موقع ناشيونال فوتبول تيمز (الإنجليزية)